# Piscine Georges-Vallerey
Das Piscine Georges-Vallerey (früher: Piscine des Tourelles) ist eine Schwimmhalle im 20. Arrondissement der französischen Hauptstadt Paris.

## Geschichte
Die Schwimmhalle wurde anlässlich der Olympischen Sommerspiele 1924 erbaut und war das Schwimmzentrum des französischen Schwimmverbandes. Während der Spiele fanden im Piscine des Tourelles die Wettkämpfe im Schwimmen, Wasserspringen, Wasserball sowie das Schwimmen im Modernen Fünfkampf statt. Nach den Spielen fanden zahlreiche nationale Meisterschaften, die Wasserball-Europameisterschaft 1931 und Schwimmeuropameisterschaften 1931 im Bad statt.
Nach dem Tod des Schwimmers Georges Vallerey junior im Dezember 1954 schlug die Pariser Stadtverwaltung vor, das Bad umzubenennen. Am 4. März 1959 wurde dieser Vorschlag umgesetzt und die Umbenennung in Piscine Georges-Vallerey vorgenommen.
Zwischen 1986 und 1989 wurde das Bad nach Plänen des Architekten Roger Taillibert renoviert.
Seit der Renovierung umfasst das Bad ein olympisches Schwimmbecken (50 m × 21 m), das mithilfe einer beweglichen Trennwand in zwei Schwimmbecken von jeweils 25 m oder 37,5 m und 12,5 m unterteilt werden kann. Im Bad können somit Schwimm- und Wasserballwettkämpfe ausgerichtet werden. Insgesamt verfügt die Schwimmhalle über eine Kapazität von 1500 Plätzen.

## Galerie

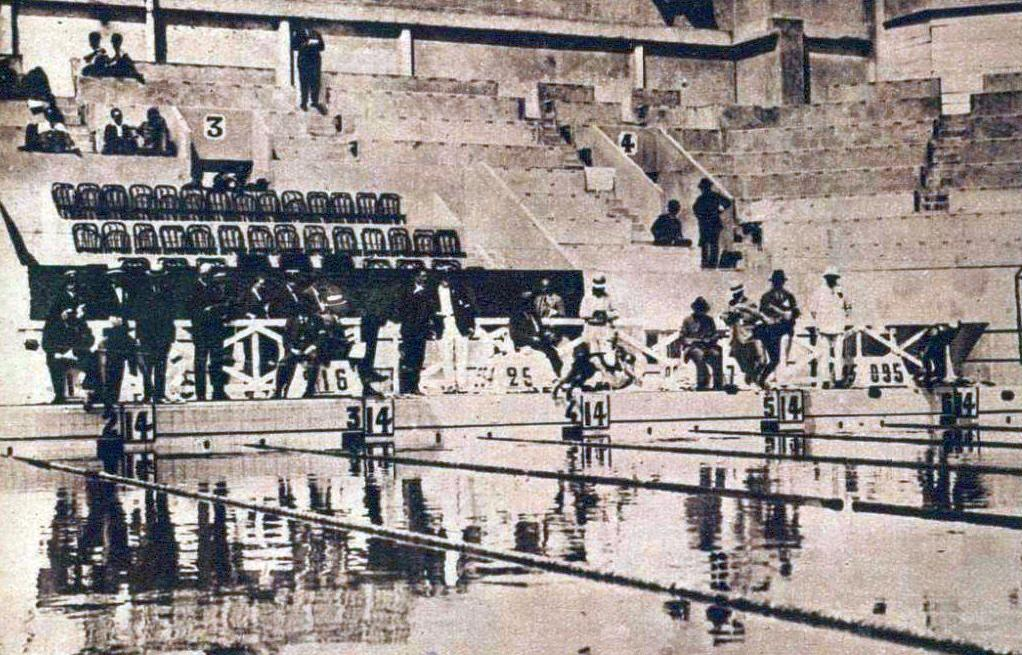
Finale der 1500 m Freistil bei den Spielen 1924
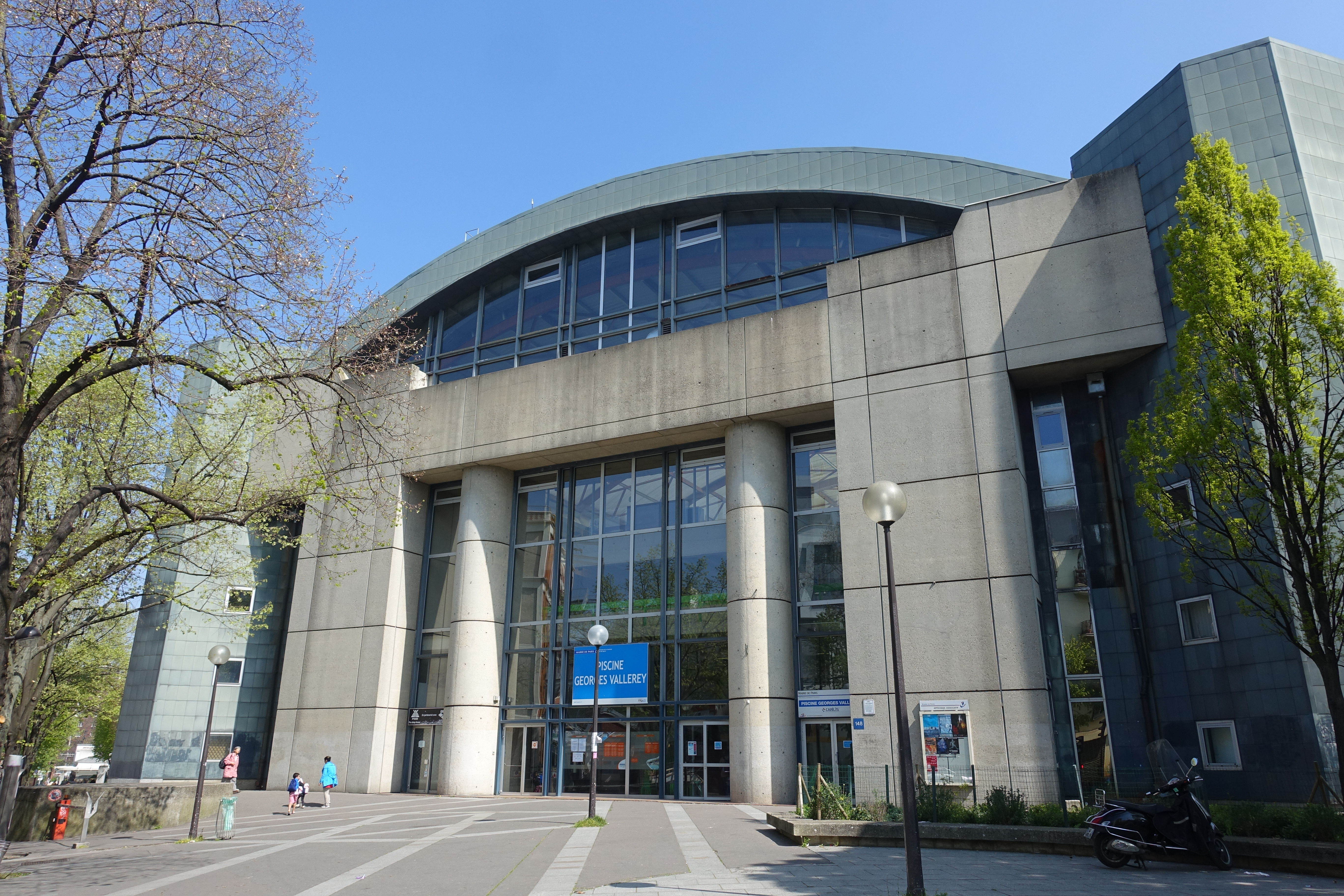
Außenansicht 2017